# Utvrda Hotin
Utvrda Hotin (ukr. Хотинська фортеця, pol. twierdza w Chocimiu) je ukrajinski spomenik kulture, povijesna utvrda sagrađena na obali rijeke Dnjestar u blizini grada Hotina (Černovačka oblast). Utvrda je sagrađena u razdoblju od 1325. do 1380. godine. Ponovno je renovirana 1460. godine. Regija na kojoj se utvrda nalazi zove se Bukovina.
Građevina spada među Sedam turističkih čuda Ukrajine i česta je destinacija turista koji posjećuju taj kraj zapadne Ukrajine. Na istom mjestu, prije ove sačuvane utvrde, podignuta je u 10. stoljeću još jedna manja, koja se u svojstvu granične postaje nalazila pod kontrolom Kijevske Rusi.

## Vanjske poveznice
- Osnovne značajke utvrde (eng.)
- Utvrde i zamci Ukrajine (eng.)